# Muzeum Bet Szturman
Muzeum Bet Szturman (hebr. מוזיאון בית שטורמן; ang. The Beit Shturman Museum) – muzeum przyrodnicze położone w kibucu En Charod Me’uchad, na północy Izraela. Muzeum jest poświęcone przyrodzie naturalnej Doliny Charod, ale także jest tu ekspozycja artefaktów archeologicznych oraz prezentacja historii osadnictwa żydowskiego w regionie.

## Historia
Nowoczesne osadnictwo żydowskie w Dolinie Charod rozpoczęło się na początku lat 20. XX wieku. Organizacje syjonistyczne wykupiły wówczas w tym rejonie znaczne ilości ziemi od arabskich właścicieli, a jesienią 1921 roku założono pierwszy kibuc w dolinie, En Charod. W kolejnych miesiącach i latach powstawały sąsiednie osady rolnicze, a cała dolina szybko zasłynęła ze swojej aktywności syjonistycznej. W 1941 roku mieszkaniec tutejszego kibucu, Samuel Saworai założył muzeum przyrody, które nazwano na cześć poległego trzy lata wcześniej Chaima Szturmana (w 1938 roku wszedł na minę podłożoną przy kibucu i zginął). Było to pierwsze muzeum otworzone w kibucu w Ziemi Izraela.

## Zbiory muzeum
Celem muzeum jest zwrócenie uwagi na przyrodę naturalną, krajobraz i środowisko Doliny Charod. Jest to muzeum, a zarazem instytut naukowy działający na rzecz krzewienia patriotyzmu oraz najważniejszych wartości, którymi kierował się Chaim Szturman – miłość do ludzi i ziemi, natury, a także osadnictwo i rolnictwo. Równocześnie muzeum opisuje historię tego obszaru, ze szczególnym uwzględnieniem osadnictwa żydowskiego i archeologii. Jest tu organizowanych szereg zajęć oraz programów edukacyjnych dla młodzieży, dla której organizuje się wycieczki krajoznawcze. Ich program jest dostosowany do wieku i charakteru zwiedzającej grupy. Ekspozycje muzealne skupiają się na zaprezentowaniu lokalnej przyrody i środowiska, a także dziedzictwa kulturowego. Imponująca jest kolekcja wypchanych zwierząt żyjących pierwotnie w naturalnym środowisku doliny – zwierząt wodnych, ptaków, gadów, a także zwierząt hodowlanych. Są tu też prezentowane wystawy czasowe. W sali audiowizualnej można obejrzeć film o muzeum i rodzinie Szturman.
Przed muzeum umieszczono pomnik poświęcony Chaimowi Szturmanowi. Na podwórzu posadzono trzy cyprysy, upamiętniające trzy pokolenia rodziny Szturman poległych dla Izraela. Na dziedzińcu są stoły piknikowe.